# Розетти, Раду
Раду Р. Розетти (рум. Radu R. Rosetti; 1 апреля 1877, Кэюци, Западная Молдавия, Соединённые княжества Молдавии и Валахии — 2 июня 1949, Бухарест) — румынский государственный деятель военачальник, бригадный генерал, военный историк, дипломат, библиотекарь
, действительный член Румынской академии, министр образования и культуры Румынии (1941).

## Биография
Представитель старинной боярской семьи Розетти. Сын писателя. Окончил  Национальный колледж в Яссах, переехал в Бухарест, где с 1895 по 1897 год обучался в мостостроительной Школе. Затем переключился на военную карьеру, окончил военно-инженерное артиллерийское училище в 1899 г. и Высшее военное училище в 1906 г. 

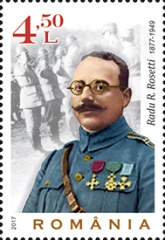
Почтовая марка Румынии, посвящённая Р. Розетти

Служил начальником оперативного бюро Генерального штаба, офицером Генерального штаба, затем командиром пехотного полка. Участник Первой Мировой войны. Отличился в Битве при Мэрэшешти (1917).
После окончания войны был назначен военным атташе в Лондоне, затем командиром бригады, а затем директором Курсов подготовки старших офицеров. В 1924 году ему было присвоено звание генерала.
Известный практик и теоретик, автор ряда исследований по военной истории и теории, президент Совета управления Национального военного музея (1924—1931), за создание которого он боролся с 1914 года. Инициировал раскопки археологических памятников «старых цитаделей» Сорок (1928), Белгорода-Днестровского, Цецинской крепости (1929) и других.
В 1927 году был избран членом-корреспондентом, а в 1934 г. — действительным членом Румынской академии. Директор библиотеки Румынской академии (1931—1940).
В 1949 году был арестован и по решению Народного суда приговорён к двум годам лишения свободы. Умер в тюрьме в возрасте 72 лет.
Похоронен на кладбище Беллу в Бухаресте.